# Dante Spinetta
Dante Spinetta Salazar (Buenos Aires, 9 de diciembre de 1976) es un cantante, rapero y compositor argentino que forma parte de la banda Illya Kuryaki and the Valderramas. Es hijo de Luis Alberto Spinetta y Patricia Salazar. Ha sido considerado en la posición n.º 20 entre los 100 mejores guitarristas de la historia del rock argentino en la encuesta realizada por la revista Rolling Stone.

## Biografía

### Comienzos

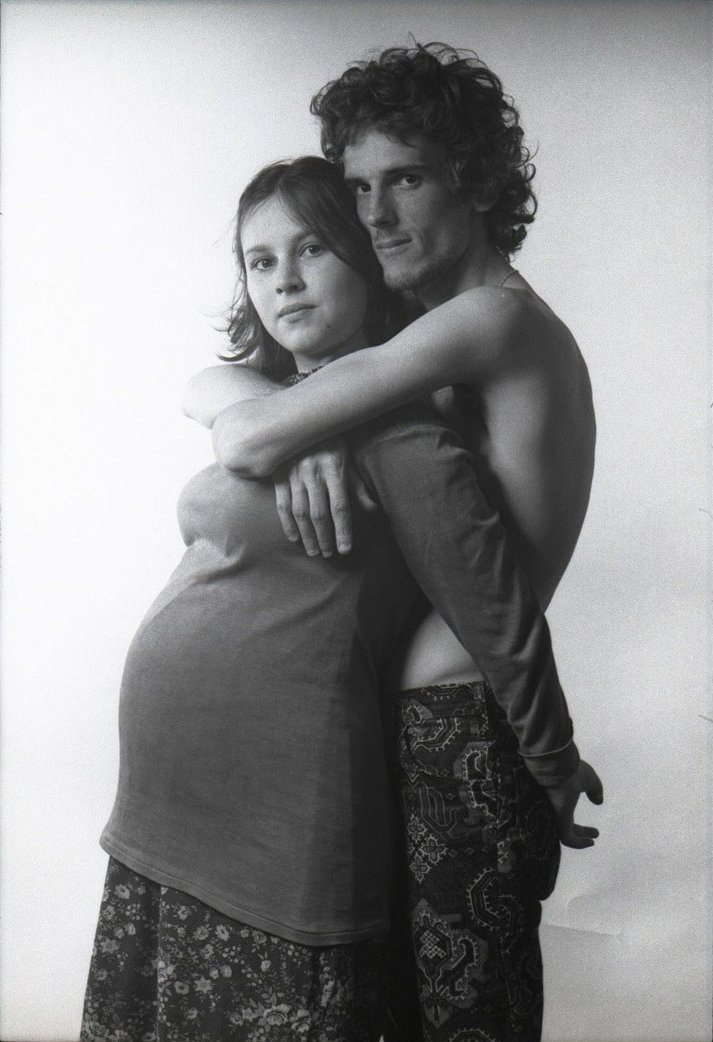
Luis Alberto Spinetta y Patricia Salazar, embarazada de Dante, fotografiados por José Luis Perotta en 1976.

En 1988, integró la banda Pechugo junto a Valentino y Catarina Spinetta más los hermanos Emmanuel Horvilleur, Guadalupe y Lucas Martí que cantaban "El mono tremendo", grabado por Luis Alberto Spinetta en su álbum solista "Tester de violencia".

### Illya Kuryaki (1990-2001, 2011-2017)
En 1990, junto con Emmanuel Horvilleur, formó el dúo de rap Illya Kuryaki and the Valderramas. En 1991 editaron su primer disco, Fabrico cuero, al que seguiría Horno para calentar los mares en 1993. Pero la consagración de IKV llegó con Chaco en 1995, que vendió 250 mil copias y les puso en el mapa del rock en español.
Los siguientes discos de la banda de estudio de la banda, Versus (1997) y Leche (1999), mostraron un giro hacia el funk y el soul. Contaron con gran difusión en Latinoamérica y le permitieron a IKV girar por diversos países, incluyendo Estados Unidos y España. 
En 2001, Emmanuel y Dante deciden detener el proyecto Illya Kuryaki y comenzar sus carreras solistas. La despedida de la banda se realiza con el disco Kuryakistan que contiene reversiones de clásicos de IKV y algunos temas inéditos. La separación del dúo fue en buenos términos y continuaron siendo amigos luego de ella. 
En 2011 la banda volvió a juntarse y editaron un nuevo disco, Chances, al año siguiente. En 2016 editan su segundo álbum de estudio tras el regreso, llamado L.H.O.N., antes de separarse nuevamente por tiempo indefinido.

### Como solista (2002-2011, 2017-presente)
En 2002 lanzó el disco Elevado, editado por Universal Music México, con 17 temas grabados en Buenos Aires y mezclados Miami. El corte y videoclip promocional fue "Donde vas". En este álbum, Dante exploró sonidos cercanos el R&B y en particular a Prince. El disco no fue un éxito masivo, pero fue bien recibido por la crítica.
Cinco años después, en 2007, lanzó su segundo álbum El apagón, producido por el ingeniero Saga Herrera con el estilo de rap y hip-hop de su anterior disco más elementos provenientes del reguetón. Entre los artistas invitados están la mexicana Julieta Venegas en el tema "Olvídalo" y el rapero Tony Touch, en "El fogueo".
Ese mismo año colaboró con Venegas para su álbum Limón y Sal, en la canción "Primer día". Participó también en la canción "Amigo" del guitarrista chileno C-Funk.
En 2008, fue conductor del reality show de MTV Latinoamérica La Zona de Combate.
Regresó a MTV en 2010, en las grabaciones de MTV in studio, Coca Cola Interactive music presentado 6 temas: "En la mia", "El apagón", "Abarajame", "H.M.P", "Mostro" y "Cachivache".
En 2010, lanzó su tercer disco, el más exitoso hasta la fecha llamado: "Pyramide" que tuvo como primer sencillo "Mostro", ganador del premio Quiero al mejor video urbano del año. Seguido de los sencillos "Pa' tras" a dúo con Residente de Calle 13 (donde tuvieron un cameo los cantantes Andrés Calamaro, La Tigresa del Oriente y Wendy Sulca) y "Cobra" (tema lanzado de forma gratuita en su web). En 2011, lanzó el videoclip de "Pyramide" junto al DVD "Dios antes nadaba todos los estilos" y "Gisela".
En 2017 publicó un nuevo disco solista que recibió el nombre de "Puñal", el cual está curtido del género hip hop y R&B. El primer corte del disco fue Mi vida, lanzado el 2 de noviembre de 2017.
A fines de 2018, participó del tema "Gordo Rata" del grupo argentino de Cumbia villera Mala Fama.
A principios de 2019, sacó un tema con Duki, llamado "Verano Hater"; unos meses después publicó el sencillo "No Sigas" con Neo Pistea.
En 2023, la canción “El lado oscuro del corazón”, la cual forma parte del álbum titulado Mesa Dulce (2022) ganó el premio Latin Grammy a la mejor canción alternativa.
En octubre de 2024, presenta Damasco Session, una session de Funk y Groove grabada en estudio con su banda tocando en vivo. Publicado cómo díptico en YouTube como Damasco Session 1, publicada el 3 de octubre de 2024 y Damasco Session 2, publicada el 17 de octubre de 2024.
En 2025 Dante es reconocido con un Diploma al Mérito de los Premio Konex por su carrera como Solista de Rock en la última década en la Argentina.

## Vida privada
En 2001, Dante se casó con Majo Carnero con quien tuvo a sus hijos Brando (n. 2002) y Vida (n. 2006).
Fue el vocero de la familia cuando murió su padre, Luis Alberto Spinetta, el 8 de febrero de 2012.
En 2013 contrajo matrimonio con la actriz Luz Cipriota luego de la entrega de los Latin Grammy en Las Vegas. Se separó de ella el 23 de junio de 2014.

## Discografía

### Álbumes (con IKV)
- Fabrico cuero (1991)
- Horno para calentar los mares (1993)
- Chaco (1995)
- Ninja Mental MTV Unplugged  (1996)
- Versus (1997)
- Leche (1999)
- Kuryakistan (2001)
- Chances (2012)
- Aplaudan en la luna (2015)
- L.H.O.N. (2016)

### Álbumes como Dante
- Elevado (2002)
- El apagón (2007)
- Pyramide (2010)
- Puñal (2017)
- 4X4 (2019)
- Niguiri sessions (2020)
- Mesa Dulce (2022)

### Sencillos
- Dónde vas (2003)
- Primer día (con Julieta Venegas) (2006)
- En la mía (2007)
- Olvídalo (con Julieta Venegas) (2007)
- Seas quien seas (2008)
- El fogueo (con Tony Touch) (2008)
- Mostró (2010)
- Pa'tras (con Residente)  (2010)
- Pyramide (2011)
- Gisela (2011)
- Mi vida (2017)
- Soltar (2018)
- Puñal (2018)
- Perdidos en el paraíso (2019)
- Verano Hater (con Duki) (2019)
- No sigas (con Neo Pistea) (2019)
- Aves (2020)
- Pelusa (2020)
- 1000 flashes (2021)
- El lado oscuro del corazón (2022)
- Sudaka (con Trueno) (2022)
- Con billetes (con Dano) (2023)
- Ridículos (2023)

## Premios y nominaciones

### Premios Carlos Gardel
| Año  | Categoría                                      | Trabajo                      | Resultado | Ref.   |
| ---- | ---------------------------------------------- | ---------------------------- | --------- | ------ |
| 2003 | Mejor álbum artista revelación                 | Elevado                      | Nominado  | [ 7 ]  |
| 2003 | Mejor videoclip                                | «Dónde vas»                  | Nominado  | [ 7 ]  |
| 2008 | Mejor álbum artista de rock                    | El apagón                    | Nominado  | [ 8 ]  |
| 2011 | Mejor álbum rock/pop alternativo               | Pyramide                     | Ganador   | [ 9 ]  |
| 2018 | Canción del año                                | «Mi vida»                    | Nominado  | [ 10 ] |
| 2018 | Mejor álbum rock/pop alternativo               | Puñal                        | Ganador   | [ 10 ] |
| 2020 | Mejor álbum banda de sonido de cine/televisión | Soundtrack 4x4               | Ganador   | [ 11 ] |
| 2020 | Mejor colaboración de música urbana/trap       | «No sigas» (con Neo Pistea)  | Ganador   | [ 11 ] |
| 2021 | Mejor videoclip largo                          | «Niguiri sessions»           | Nominado  | [ 12 ] |
| 2023 | Álbum del año                                  | Mesa dulce                   | Nominado  | [ 13 ] |
| 2023 | Mejor álbum artista de rock                    | Mesa dulce                   | Nominado  | [ 13 ] |
| 2023 | Ingeniería de grabación                        | Mesa dulce                   | Ganador   | [ 13 ] |
| 2023 | Mejor productor del año                        | Mesa dulce                   | Ganador   | [ 13 ] |
| 2023 | Mejor canción de rock                          | «El lado oscuro del corazón» | Ganador   | [ 13 ] |
| 2023 | Mejor colaboración de música urbana            | «Sudaka» (con Trueno)        | Ganador   | [ 13 ] |
| 2023 | Mejor canción de música urbana                 | «Sudaka» (con Trueno)        | Nominado  | [ 13 ] |

### Premios Grammy Latinos
| Año  | Categoría                         | Trabajo                      | Resultado | Ref.   |
| ---- | --------------------------------- | ---------------------------- | --------- | ------ |
| 2003 | Mejor álbum de música urbana      | Elevado                      | Nominado  |        |
| 2018 | Mejor álbum de música alternativa | Puñal                        | Nominado  | [ 14 ] |
| 2018 | Mejor canción alternativa         | «Mi vida»                    | Nominado  | [ 14 ] |
| 2023 | Mejor álbum de música alternativa | Mesa Dulce                   | Nominado  | [ 15 ] |
| 2023 | Mejor canción alternativa         | «El Lado Oscuro del Corazón» | Ganador   | [ 15 ] |